# 16273 Oneill
A 16273 Oneill (ideiglenes jelöléssel 2000 JS56) a Naprendszer kisbolygóövében található aszteroida. A LINEAR projekt keretében fedezték fel 2000. május 6-án.